# Гладиш Андрій Вікторович
Андрі́й Ві́кторович Гла́диш (нар. 17 липня 1994, Донецьк, Україна) — український футболіст, захисник «Куявії».

## Життєпис
Андрій Гладиш народився 17 липня 1994 року. У ДЮФЛУ до 2011 року виступав за донецький «Олімпік». Перший професіональний контракт підписав у 2012 році з луганською «Зорею», але за основну команду не зіграв жодного матчу. Натомість у чемпіонаті дублерів за луганців провів 25 поєдинків та забив 4 м'ячі. Потім виступав у нижчоліговому латвійському клубі «Салдус».
Напередодні початку сезону 2016/17 перейшов до дебютанта Першої ліги «Інгульця» (Петрово), але за основну команду поки не зіграв жодного матчу. Натомість виступає за фарм-клуби головної команди петрівчан — «Інгулець-2» та аматорський «Інгулець-3». У складі «Інгульця-2» Андрій дебютував 23 серпня 2017 року в матчі першого туру Другої ліги проти одеського клубу «Реал Фарма». Андрій у тому поєдинку вийшов на заміну замість Віталія Колєснікова. Петрівчани в тому поєдинку здобули перемогу з рахунком 3:1.
В 2018 році перейшов до польського клубу IV ліги «Куявія» (Іновроцлав), за який дебютував в офіційному матчі 24 березня 2018 року. Тут він став другим іноземцем після Арсена Процишина. Грає на позиції захисника.